# Johann von Schraudolph
Johann von Schraudolph (Oberstdorf, 13 giugno 1808 – Monaco di Baviera, 31 maggio 1879) è stato un pittore tedesco appartenente al movimento dei Nazareni.

## Biografia
Anche suo fratello Matthias e suo figlio Claudius furono pittori.
Come allievo e assistente di Heinrich Maria von Hess, dipinse cinque scene della vita di San Bonifacio nell'Abbazia di Monaco.
Schraudolph dipinse anche diversi quadri devozionali, alcuni di essi divennero molto popolari, tra questi: la Vergine con Gesù Bambino, Sant'Agnese, Gesù e i bambini.

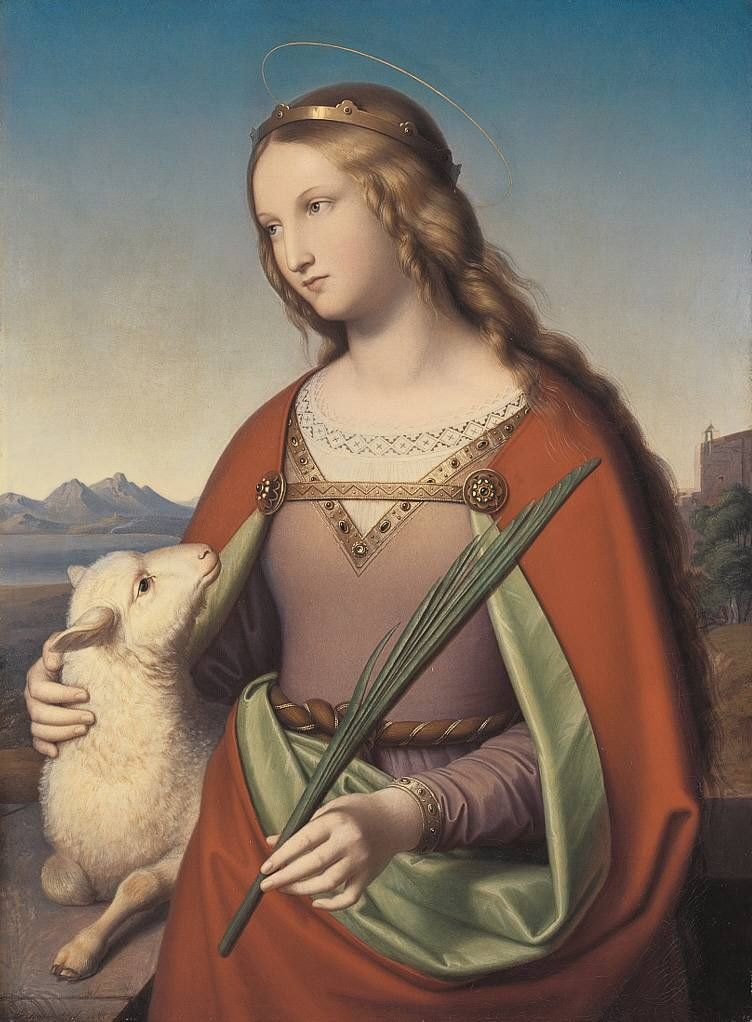
S. Agnese vergine e Martire - Johann von Schraudolph

Su raccomandazione di Hess ricevette un'importante commissione dal re Ludovico I di Baviera: realizzare gli affreschi del Duomo di Spira. Anche se era già stato una volta in Italia e aveva fatto numerose copie dei maestri antichi, ritenne comunque necessario fare un nuovo viaggio a Roma, vista l'importanza del lavoro che gli era stato affidato.
Durante la realizzazione dei lavori nella cattedrale, negli anni compresi fra il 1846 e il 1853, Schraudolph mantenne sempre in stretta subordinazione il gruppo dei suoi assistenti (suo fratello Claudius, Hellweger, Mayer e altri) conservando per sé la progettazione di tutte le composizioni principali: la cupola, i tre cori e la maggior parte degli affresci per la navata, disegnando i cartoni più importanti e dipingendo lui stesso le scene più difficili.
La "realizzazione del piano divino di salvezza" è la chiave per interpretare tutti gli affreschi con particolare riferimento alla vita della Beata Vergine e a quella degli altri santi patroni della cattedrale: il diacono Stefano, Papa Stefano I e San Bernardo.
Dopo il completamento di questa importante opera, Schraudolph ottenne il favore del re, che spesso si recava nel suo studio per ammirare numerosi dipinti ad olio da lui prodotti, e talvolta li acquistava per sé o per la Pinacoteca Antica di Monaco di Baviera.